# WWE-pay-per-viewevenementen 1997
De WWE-pay-per-viewevenementen in 1997 bestond uit professioneel worstelevenementen, die door de WWE werden georganiseerd in het kalenderjaar 1997.
In 1997 introduceerde de organisator, toen de World Wrestling Federation (WWF) genaamd, met One Night Only een nieuwe, eenmalige evenement.

## WWE-pay-per-viewevenementen in 1997
| Datum             | Evenement                               | Locatie                    | Stad                         |
| ----------------- | --------------------------------------- | -------------------------- | ---------------------------- |
| 19 januari 1997   | Royal Rumble                            | Alamodome                  | San Antonio (Texas)          |
| 16 februari 1997  | In Your House 13: Final Four            | UTC Arena                  | Chattanooga (Tennessee)      |
| 23 maart 1997     | WrestleMania 13                         | Rosemont Horizon           | Rosemont (Illinois)          |
| 20 april 1997     | In Your House 14: Revenge of the 'Taker | War Memorial Auditorium    | Rochester (New York)         |
| 11 mei 1997       | In Your House 15: A Cold Day in Hell    | Richmond Coliseum          | Richmond (Virginia)          |
| 8 juni 1997       | King of the Ring                        | Providence Civic Center    | Providence (Rhode Island)    |
| 6 juli 1997       | In Your House 16: Canadian Stampede     | Saddledome                 | Calgary                      |
| 3 augustus 1997   | SummerSlam                              | Continental Airlines Arena | East Rutherford (New Jersey) |
| 7 september 1997  | Ground Zero: In Your House              | Louisville Gardens         | Louisville (Kentucky)        |
| 20 september 1997 | One Night Only                          | NEC Arena                  | Birmingham (Engeland)        |
| 5 oktober 1997    | Badd Blood: In Your House               | Kiel Center                | Saint Louis (Missouri)       |
| 9 november 1997   | Survivor Series                         | Molson Centre              | Montreal (Canada)            |
| 7 december 1997   | D-Generation X: In Your House           | Springfield Civic Center   | Springfield (Massachusetts)  |